# Reprezentacja Niemiec w rugby 7 kobiet
Reprezentacja Niemiec w rugby 7 kobiet – zespół rugby 7, biorący udział w imieniu Niemiec w meczach i sportowych imprezach międzynarodowych, powoływany przez selekcjonera, w którym mogą występować wyłącznie zawodnicy posiadający obywatelstwo tego kraju, mieszkający w nim, bądź kwalifikujący się ze względu na pochodzenie rodziców lub dziadków. Za jego funkcjonowanie odpowiedzialny jest Deutscher Rugby-Verband, członek Rugby Europe oraz World Rugby.

## Turnieje

### Udział wmistrzostwach Europy
| Rok  | Wynik | Źródło |
| ---- | ----- | ------ |
| 2003 | –     |        |
| 2004 | –     |        |
| 2005 | –     |        |
| 2006 | 11.   |        |
| 2007 | –     |        |
| 2008 | 8.    |        |
| 2009 | 4.    |        |
| 2010 | 8.    |        |
| 2011 | 7.    |        |
| 2012 | 9.    |        |
| 2013 | 10.   |        |
| 2014 | 10.   |        |
| 2015 | 12.   |        |
| 2016 | –     |        |
| 2017 | –     |        |
| 2018 | 11.   |        |
| 2019 | –     |        |
| 2021 | 8.    |        |
| 2022 | 8.    |        |
| 2023 | 8.    |        |